# Ксанті
Ксанті (грец. Ξάνθη,), інколи Скеча (тур. İskeçe, болг. і мак. Скеча) — місто в Греції, у периферії Східна Македонія та Фракія, столиця однойменного ному Ксанті. В місті діє Університет Демокріта Фракії.

## Історія
Перша історична згадка про Ксанті, або Ксантію (грец. Ξάνθεια), датується 879 до н. е. Місто розпочало свою історію як невелике село і разом зі Фракією та всією Елладою пережило безліч стихійних лих, загарбницьких навал, етнічних конфліктів і громадянських воєн, у результаті місто ледве не зникло. З цієї причини турки переселяли сюди своїх громадян із Малої Азії. Крім того, вони мали за мету створити власне поселення Генісея для мусульман на противагу Ксанті та Орео, які, незважаючи ні на що, залишалися осередками православ'я у Фракії.
У 1715 Ксанті, а також поселення Генісея, стали відомим у Європі центром вирощування тютюну високої якості. Торгівля тютюном із європейськими державами сприяла швидкому економічному зростанню міста. У березні і квітні 1829 р. два землетруси вщент зруйнували місто, зрівнявши його з землею. Однак із часом греки розпочали зведення міста наново. У 1891 році в околицях міста була прокладена залізнична колія, що зробило Ксанті одним із транспортних центрів краю.
Після Першої Балканської війни у 1912 році містом оволоділа Болгарія, проте через вісім місяців його відвоювала грецька армія. Незабаром після цього, в рамках угод, укладених по завершенні Балканських воєн, Ксанті та вся Західна Фракія була передана Болгарії і залишалася її частиною до закінчення Першої світової війни. Після поразки Болгарії, що виступала союзницею на боці Німеччини, Західна Фракія і, отже, Ксанті, стали частиною Греції у 1919—1920 рр. Утім у ході Другої світової війни місто знову було окуповане Болгарією в період 1941—1944 рр.

## Персоналії
- Демокріт — давньогрецький філософ, засновник атомістичної гіпотези пояснення світу.
- Протагор — давньогрецький філософ.
- Манос Хатзідакіс — новогрецький композитор.
- Шериф Гьорен — турецький кінорежисер.
- Христодул Параскеваїдіс — архієпископ Афінський Елладської православної церкви.
- Мелпо Мерльє — грецька музикознавиця і фольклористка.

## Спорт
| Клуб         | Ліга                       | Майданчик          | Місткість | Заснований |
| ------------ | -------------------------- | ------------------ | --------- | ---------- |
| Шкода Ксанті | Грецька Суперліга — футбол | Шкода Ксанті Арена | 7 422     | 1967       |
| Ксанті       | A2 Етнікі — баскетбол      | Ксанті Арена       | 5 000     |            |

## Міста-побратими
- Гіфхорн, Нижня Саксонія,  Німеччина
- Новий Белград,  Сербія
- Смолян,  Болгарія
- Бурса,  Туреччина